# Paul Isert
Paul Erdmann Isert (1756 i Angermunde, Brandenburg – 21. januar 1789 på Guldkysten) var en tyskfødt dansk læge, der i 1783 rejste til de danske besiddelser på Guldkysten (nutidens Ghana), for at arbejdede som overkirurg. Han rejste til København tre år senere via Dansk Vestindien, om bord på et slaveskib, hvor han fandt ud af, hvilke forhold slaverne levede under, og ville komme til at leve under, når de nåede frem.
Han tænkte, at man kunne etablere plantager i Afrika, hvor der blandt andet kunne dyrkes kaffe, kakao og bomuld, så slaverne ikke skulle fragtes over Atlanterhavet. Da han et års tid efter afrejsen fra Guldkysten ankom til København, kontaktede han finansminister Ernst Schimmelmann, der i forvejen havde startet en undersøgelse af slavehandlens økonomi. Isert skrev en tyskproget bog om emnet i 1788, der blev oversat til dansk i 1790.
Isert, som forinden var blevet udnævnt til kaptajn af Schimmelmann, rejste til Guldkysten i sommeren 1788 sammen med sin gravide hustru, som han var blevet gift med tre måneder forinden. Han skulle grundlægge en koloni og en plantage, der var færdigetableret i 1788 under navnet Frederiksnobel. Hans hustru fødte en datter en måned efter hans død. En uge efter fødslen døde hun og nogle uger efter også datteren.